# Константин Пафлагон
Константин Пафлагон — византийский политический деятель XI века и брат императора Михаила IV Пафлагона. Он играл ключевое значение во время правления своего племянника Михаила V Калафата, при нём Константин носил титул нобилиссима, будучи фактически вторым человеком в государстве после императора. 
После восстания вместе с племянником был низложен и ослеплён, после чего, вероятно, умер.

## Биография

### При брате и племяннике
Константин родился в Пафлагонии (откуда и прозвище) в незнатной семье имел не меньше четырёх братьев (среди которых наиболее известен придворный евнух Иоанн Орфанотроф) и сестра. Его ранняя биография неизвестна. При воцарении брата Михаила IV, Константину досталось имущество Константина Далассина, а после смерти другого брата Никиты получил должность дукса Антиохии.
Когда Михаил IV был при смерти, Константин стал входить в доверие к своему племяннику и преемнику престола — Михаилу Калафату. Когда Михаил IV Пафлагон скончался Константин с оставшимися братьями уговорили Зою провозгласить Михаила V Калафата императором.
Михаил V назначил Константина нобилиссимом. Именно под влиянием Константина, Михаил отстранил в монастырь а затем сослал на Лесбос Иоанна Орфанотрофа а после и остальных родственников.
Позже Михаил сослал свою приёмную мать — Зою, тем самым подписав себе и дяде смертельный приговор.

### Падение
19 апреля 1042 года в городе началось восстание. Знать и плебс были возмущены ссылкой Зои её приёмным сыном. Вернувшийся из ссылки патриарх Алексей Студит провозгласил в Софийском Соборе императрицей младшую сестру Зои — монахиню Феодору. Вскоре горожане вооружились, распределившись по отрядам (вооружённые отряды возглавил патрикий Константин Кавасила), и решили идти жечь дома родни Михаила V. Вскоре горожане пошли на штурм дворца. 
Испугавшись схватки, император приказал вернуть во дворец Зою, которую он заставил выступить перед восставшими, но её речь не повлияла на бунтарей.
Михаил Калафат с дядей новелиссимом Константином бежал на корабле в Студийский монастырь, расположенный в юго-западной части Константинополя. Восставшие окружили здание, а слуги новой власти прибыли арестовать беглецов. Среди преследователей был Михаил Пселл, секретарь императорского дворца, будущий историк, написавший «Хронограф».
Калафаты укрылись за алтарём церкви, а на предложения сдаться под гарантии безопасности ответили отказом. Разъярённая толпа силой вытащила бывшего императора и евнуха Константина, и потащила по улице на расправу. Прибыл посыльный от провозглашённой императрицы Феодоры с приказом ослепить Михаила и Константина. Услышав приговор, Константин вёл себя мужественно, лёг на землю и просил не связывать его. Палач вырвал у него глаза и настала очередь Михаила Калафата. Тот начал плакать и умолять о пощаде, палач связал его и вырвал глаза. Возможно, после ослепления он умер. 
Дата смерти Константина неизвестна.